# Misión jesuítica de Nuestra Señora de la Asunción de Acaraguá y Mbororé
La Misión jesuítica de Nuestra Señora de la Asunción de Acaraguá y Mbororé fue una de las misiones que la Compañía de Jesús estableció en la provincia jesuítica del Paraguay durante la colonización española de América.
Está ubicada en la ciudad de
La Cruz, provincia de Corrientes Thomas, Oscar. «Las Reducciones Jesuíticas en la Provincia de Misiones - Argentina». Archivado desde el original el 23 de junio de 2016. Consultado el 28 de mayo de 2016., República Argentina
Fue fundada por Pedro Romero en el año 1630.